# Hannah Philomena Scheiber
Hannah Philomena Scheiber (* 5. August 1991 in Innsbruck) ist eine österreichische Künstlerin, Kunstvermittlerin und Hochschulprofessorin.

## Leben
Hannah Philomena Scheiber wuchs in dem von Tourismus geprägten Ort Obergurgl auf. Sie studierte an der Universität für angewandte Kunst Wien, sowie an der Accademia di Belle Arti in Florenz. Im Jahr 2016 wurde sie an die SVA in New York zu einer Artist-in-Residency eingeladen. Im darauf folgenden Jahr wurde sie Mutter eines Sohnes. Seit 2017 ist sie zudem Mitglied der Tiroler Künstlerschaft. Heute lebt und arbeitet Hannah Philomena Scheiber in Tirol.
2024 machte sie ihren PhD in practice und lehrt seit Dezember 2024 am Mozarteum in Salzburg sowie an der Kirchlich Pädagogischen Hochschule Edith Stein.

## Werk

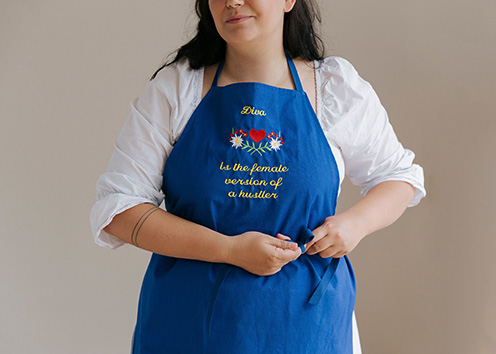
„the apron project“, 2020

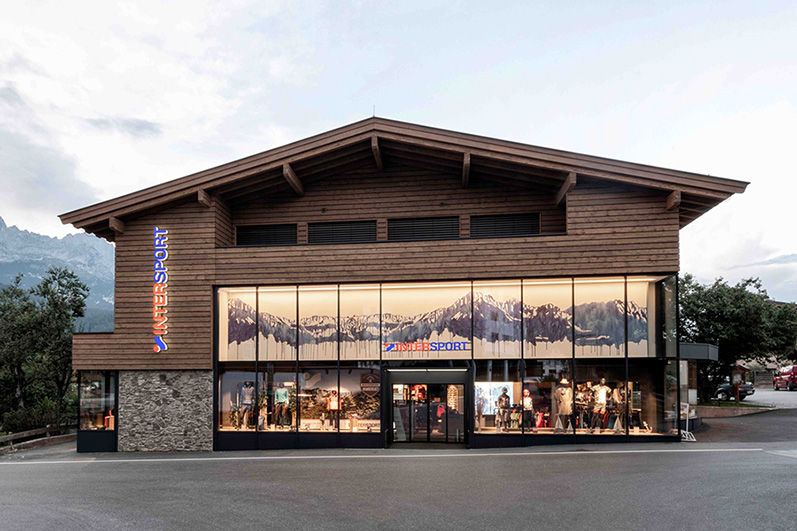
Fassadengestaltung, 2019

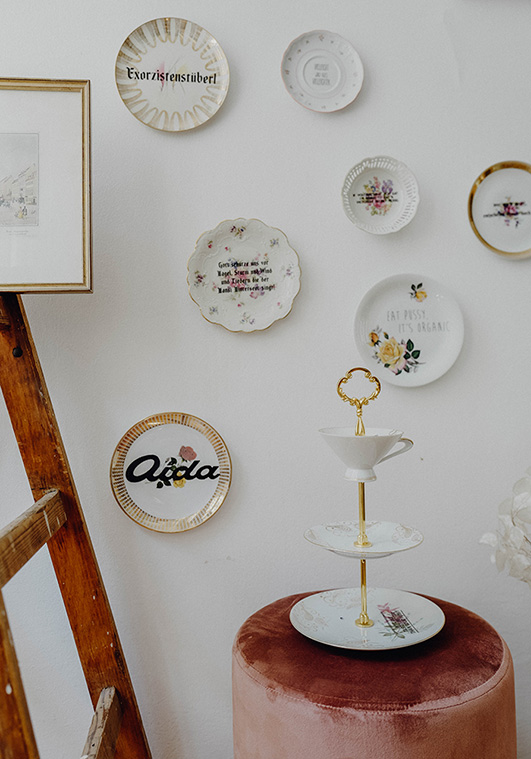
Keramik, 2016

Das Werk von Hannah Philomena Scheiber lässt sich in drei Bereiche einteilen: Gemälde, Keramikobjekte und Projekte im öffentlichen und halböffentlichen Raum. Im Rahmen des Themenjahres 2022 des Galeriebeirates und des Kulturausschusses der Stadt Imst wird Hannah Philomena Scheiber gemeinsam mit fünf weiteren Künstlerinnen für eine Ausstellung in der Hörmann-Galerie ausgewählt. Am 6. September 2024 eröffnet sie im Tresor des Kunstforums Wien ihre erste Solo-Premiere mit dem Ausstellungstitel "Ultra Mare" und präsentiert darin ihre jüngsten Arbeiten. Diese changieren zwischen vermeintlicher Gegenständlichkeit und Abstraktion. Im Werkzyklus "Ultra Mare" ergänzt sie ihre klassische Farbpalette von Ultramarinblau um Cadmium Yellow Deep, womit sie ihrer Kunst eine neue Dimension verleiht.
2025 stellte die Künstlerin im Rahmen der Architektur Biennale als Side Act ihre Serie „Universo Infinito“ in Venedig aus. Aus einer Kooperation mit Porsche entstand die Serie "Driven By Dreams" sowie eine Live Performance, in der Hannah Philomena Scheiber einen neuen Porsche Carrera 911 bemalte und ihn dadurch zum Gesamtkunstwerk entwickelte. Die renommierte Künstlerin war zudem 2025 Testimonial für die Österreich Werbung im Rahmen von "Lift Is Life".
Sie agiert vorwiegend als Selbstvermarkterin via Social Media. Denn dies sei für sie die passende Möglichkeit, – innerhalb einer patriarchal strukturierten Kunstwelt –  selbstbestimmt als Künstlerin sichtbar und erfolgreich zu sein.
Ihre Malerei beschäftigt sich mit Fragen nach dem Menschsein zwischen Ausdrücken von Heimat und Natur. Sie spricht Themen an, wie etwa die irreversible Einflussnahme des Menschen in der Berglandschaft, die Vergänglichkeit der Natur oder das Nicht-Wissen darüber, wie das Anthropozän die Berge zeichnen wird. Besondere Bedeutung nehmen in ihren Gemälden die Berge des Ötztales ein, welche sie mit dem „Spannungsfeld zwischen bodenständig bergbäuerlicher Kultur und internationalem Tourismus“ auflädt. Auf den Berg als wiederkehrendes Motiv und Thema stieß die Künstlerin über das Malen von Trachtenfalten. Scheiber stellt ihre Gemälde auf der Basis von Öl oder Acryl her. Die Verwendung der Farbe Ultramarin nimmt in ihren Gemälden eine elementare Rolle ein. Laut Scheiber sei sie die „Farbe des Urweiblichen“, welche aufgrund ihrer Kostbarkeit in der Malerei zu seiner Zeit nur sparsam eingesetzt werden konnte und gern in bildlichen Darstellungen von der Jungfrau Maria zum Einsatz gekommen ist.
In den Keramikarbeiten geht es der Künstlerin um den humorvollen Umgang mit aktuellen, gesellschaftskritischen Fragestellungen. Ihre Vorgehensweise besteht in vielen Objekten darin, gebrauchtes Geschirr mit Hilfe von keramischem Siebdruck mit Texten und Statements zu bedrucken. Die Designerin Marina Hoermanseder weist auf die Verbindung zwischen Tradition und Popkultur hin, welche Hannah Philomena Scheiber in ihren Objekten kreiert. Ihr Vorgehen teilt Scheiber auch in partizipativen Kunstwerkstätten, welche unter anderem in Ötztaler Museen stattfanden.
Der Bereich der Projekte im öffentlichen und halböffentlichen Raum fasst bildliche Gestaltung von Innenräumen und Fassaden in unterschiedlichen Orten in Österreich zusammen. So zeigt beispielsweise ein Sportgeschäft in Längenfeld eine Berglandschaften von ihr.

## Preise
- 2023 Red Dot Design Award für "Licht & Schatten"[17]
- 2023 CCA Venus für Katalog "Licht & Schatten"[18]
- 2021 Arbeitsstipendium Kulturabteilung Land Tirol
- 2020 Arbeitsstipendium Land Tirol für „The Apron Project“
- 2017 CCA Venus für den Katalog „The Chronology of Water“ in Zusammenarbeit mit dem Bureau Rabensteiner

## Ausstellungen (Auswahl)
- 2025 "Universo Infinito", Palazzo Albrizzi Capello, Venedig[19]
- 2024 "Ultra Mare", Tresor Kunstforum Wien[20]
- 2023: "Moving Mountains" Reha Zentrum Münster[21]
- 2022: Licht und Schatten, Städtische Galerie Theodor von Hörmann, Imst
- 2022: Alpine ARTtime, Gurgl Carat, Obergurgl (Gruppenausstellung mit Alexander Lohmann, Jessie Pitt, Peter Stöckl, Anna Vogel und Nino Malfatti)
- 2021: Convergence, Neue Galerie Innsbruck (Gruppenausstellung Tiroler Künstlerinnenschaft)
- 2017: Chronology of Water, Alpinarium Galtür
- 2016: High Blues, Hofburg Innsbruck
- 2016: Summer Studio Exhibiton, SVA Flatiron Gallery Project Space, New York City (Gruppenausstellung)
- 2014: Legami/Bonds, Strozzina CCC, Florenz (Gruppenausstellung)
- 2012: The Essence, Künstlerhaus Wien (Jahresausstellung Universität für Angewandte Kunst, Wien)

## Sammlungen
- Sammlung Porsche Museum Stuttgart (Aufnahme 2025)
- Sammlung des Alpenvereins (Aufnahme 2022)
- Sammlung Hans Jäger (Aufnahme 2020)
- Sammlung Reinhold Messner – Messner Mountain Museums (Aufnahme 2016)
- Ankauf Büro LH Platter (2016)
- Ankauf WE Tirol (2014)

## Projekte im öffentlichen und halböffentlichen Raum
- 2025 erstes interaktives Mural inklusive Workshop – Mittelschule Inzing
- 2022 Würtenbergerhaus Imst – Auftrag Stadtmarketing
- 2022 St. Johann Intersport Okay – Innengestaltung
- 2021 Intersport Okay Innsbruck – Innengestaltung & Kältekammer
- 2021 St. Anton Intersport „The Great Valluga“ – 3D Painting
- 2020 Intersport Winkler – Fassadengestaltung
- 2018 Intersport Glanzer – Fassadengestaltung und Innenraumgestaltung

## Publikationen
- Universo Infinito. Katalog Mindpark Advertising, Auflage 500 Stk., Imst 2025
- Ultra Mare. Katalog in Kooperation mit Icarus Creative, Auflage 1000 Stk. Wien 2024
- Licht und Schatten. Katalog Städtische Galerie Theodor v. Hörmann, Auflage 250 Stk., Imst 2022
- The Chronology of Water. Katalog Alpinarium Galtür, Auflage 500 Stk., Galtür 2022
- Spannungsfelder – Tensionfields. Katalog Hofburg Innsbruck, Auflage 250 Stk., Innsbruck
- the power of art outside the museum. AV Akademikerverlag, 2017, ISBN 978-3-639-88180-6.